# Бахтин, Игорь Владимирович
И́горь Влади́мирович Ба́хтин (род. 12 февраля 1973, Красноярск, СССР) — советский и российский футболист, защитник и полузащитник; тренер.

## Карьера

### Игровая
Воспитанник уральского футбола. Начинал карьеру в 1991 году в «Уральце». В 1993 году пополнил ряды «Уралмаша». В 1998 году подписал контракт с «Ураланом». В 1999 году перешёл в «Ростсельмаш». В 2000—2005 годах защищал цвета «Амкара», за который во всех соревнованиях провёл 187 матчей, забил 13 мячей. Завершил карьеру в «Урале» в 2006 году.

### Тренерская
В 2007 году — селекционер «Урала». С 2008 года входил в тренерский штаб «Урала», являлся тренером-руководителем программы развития молодёжного футбола Екатеринбурга. В 2013—14 годах был главным тренером молодёжной команды. В июле 2018 года возглавил молодёжную команду «Оренбурга». В 2022—2024 годах — главный тренер клуба «Уралец-ТС».

## Достижения
- Победитель Первого дивизиона: 2003
- Бронзовый призёр Первого дивизиона: 2006
- Бронзовый призёр Второй низшей лиги: 1991